# 梅塞塔斯
梅塞塔斯是哥倫比亞的城鎮，位於該國中部，由梅塔省負責管轄，始建於1959年，面積1,980平方公里，海拔高度637米，2005年人口4,677，人口密度每平方公里2.36人。
3°22′41″N 74°02′41″W / 3.37806°N 74.0447°W